# 專利流氓
专利流氓又称专利蟑螂（英語：Patent Troll），用于形容一些積極發動專利侵權訴訟以獲取賠償，卻從沒生產其專利產品的個人或公司。至2008年為止美国是全世界专利纠纷最多的国家之一，其专利诉讼案件超过2400件。而根据美国Patent Freedom调查指出，至2010年4月1日為止，美国有超过325家專利流氓公司，领域大都涉及半导体、软件应用等。

## 特征
惡質的專利流氓有以下特徵：
- 自己不生產產品
- 在明知勝算不高的情形下，仍提出專利訴訟或以提出專利訴訟為威脅，並利用被告不願花費高額訴訟費用的心態，迫使被告付錢和解

## 成因
專利的本意是要刺激知識產業發展，使其他企業創作更創新的設計。
但很多時候，申請專利很多時候都不是為了製作相關的產品，而是為了防止別人使用類似的技術製作相關的產品。例如，製作某產品的方法有很多種，而某公司卻把這些方法全部申請專利，然後只用其中一種方法製作相關產品，其他企業變相無法用任何一種方法來製作他們的產品。
專利流氓成因主要是專利機制上的漏洞，例如一些內容與已有專利相似或重複的專利，或用字空泛卻仍被通過申請的專利，與及已經提交但數量過於龐大而遲遲未能審核的專利申請等等。
根據2004年的數據顯示，一件典型的专利侵权诉讼案件在訴訟開始前已經需要花费一百万美元或以上，而即使勝訴亦需要花上二百五十万美元或更多。
專利流氓收購專利的主要目的是要以侵犯專利的名義起訴其他科技公司。加上法庭的裁決難以預測與及其巨大的成本及風險導致受害公司皆傾向賠款了事，亦是助長專利流氓的原因之一。

## 例子
- 1995年，Pitney Bowes以1982年申请的一项专利7項“权利要求”中的前3件控告惠普公司侵权。2001年6月4日，双方取得和解，惠普公司向原告支付4亿美元。Pitney Bowes继续以此项专利控告Apple、松下电子、三星等八家電子廠。
- 2001年，Techsearch公司及其律师Raymond Niro发起了一场针对英特尔的专利诉讼，當時英特爾副法務長Peter Detkin用這個名詞來形容Techsearch公司及Raymond Niro。Detkin亦曾使用“專利勒索”（patent extortionist）来形容那些起诉Intel专利侵权的傢伙。
- 2006年，加拿大黑莓手机制造商RIM公司和加州的專利流氓NTP, Inc.（英语：NTP, Inc.）結束了長達六年的诉讼並达成和解，黑莓付出了6.125亿美元。
- 2015年，Louis Vuitton控告相關一間髮型屋的一張凳及洗頭椅的啡色格子圖案侵犯其專利。其後有人提出質疑，遭歐盟普通法院取消註冊專利，原因是該設計過於平凡，不承認是由任何一個品牌原創設計的。[2][3]
- Google法務長David Drummond曾提到，一支智慧型手機最多有可能收到25萬種專利提告[4]。
- 蘋果公司自推出iPhone起就申請無數的專利，導致要經常跟自己的競爭對手（例如三星）打專利官司。其專利一般都涉及一些一般人都能想到的功能，例如滑動接聽，頁面回彈滾動等等。
- 湯瑪斯·愛迪生的主要發明誕生在新澤西州的門洛帕克實驗室。它是世上第一個設立以專門用於技術革新和改善現有技術為目的的機構。雖然許多雇員根據他們的專業方向開展研究工作，並取得輝煌的成果，但在法律上大多發明專利歸愛迪生本人。
- 2022年，美國VideoLabs公司分別對臉書（Facebook）母公司Meta、迪士尼公司（Disney）、影音串流平台Netflix、亞馬遜公司（Amazon）、有線付費電視頻道Starz，及宏碁、華碩、微星科技和聯想等公司提出申訴。

## 影響
濫用專利導致很多中小企業無法生產自己創作的產品。這些專利會落入大公司手中，加劇大公司的壟斷。以現時的專利，任何人都已經不可能在不侵犯任何專利的情況下生產針對消費者的產品（例如微軟 Windows，其功能、外觀已經侵犯了蘋果 Mac 的很多項專利，之後雙方达成和解）。專利法中的漏洞令某些公司能肆無忌憚地申請專利，不論其合理否。濫用專利的行為在某程度上扼殺了創新，對社會的進步造成負面影響。